# Hayao Miyazaki e l'Airone
Hayao Miyazaki e l'Airone (宮崎駿と青サギと… ～「君たちはどう生きるか」への道～?, Miyazakishun to ao sagi to… ~`kimitachi wa dō ikiru ka' e no michi ~, lett. "Hayao Miyazaki e l'airone cenerino: La strada verso "E voi come vivrete?"") è un documentario del 2024 che segue la produzione del film d'animazione di Hayao Miyazaki Il ragazzo e l'airone. Il documentario è diretto da Kaku Arakawa.

## Distribuzione

### Edizione italiana
In Italia è stato distribuito al cinema da Lucky Red dal 25 al 27 novembre 2024.

## Critica
In Italia, il documentario ha ricevuto un'accoglienza generalmente positiva. Sulla rivista di critica cinematografica Quinlan, Enrico Azzano scrive che "quello di Arakawa è un instancabile e ineluttabile pedinamento di Miyazaki: durante le sue giornate nello Studio, nella sua casa-rifugio, nei suoi tragitti esterni, nelle sue visite ai bimbi adoranti della scuola vicina", mentre su Sentieri Selvaggi Mario Turco riassume così: "Arakawa opera un pedinamento metodico del regista alle prese con Il ragazzo e l’airone, scandendo le fasi d’animazione del lungometraggio in un countdown all’apparenza casuale e pieno di punti morti ma in realtà inflessibile"